# Rosita Celentano
Rosita Celentano (n. 17 februarie 1965, Milano, Italia) este o moderatoare de televiziune italianâ.